# Эрдевен
Эрдевен (фр. Erdeven) — коммуна на северо-западе Франции, находится в регионе Бретань, департамент Морбиан, округ Лорьян, кантон Киброн. Расположена в 26 км к юго-востоку от Лорьяна и в 30 км к западу от Вана, в 12 км от национальной автомагистрали N165, на побережье Бискайского залива.
Население (2019) — 3 853 человека.

## Достопримечательности
- Мегалитический комплекс (кромлех) Керзерхо
- Тумулус Рюн-эр-Сензен
- Шато и парк Керавеон XIV века, перестроенный в начале XIX века в стиле неоклассицизма
- Шато Керкадьо XV-XVIII веков
- Ветряная мельница Нарбон начала XIX века
- Церковь Святых Петра и Павла XVIII века

## Экономика
Структура занятости населения:
- сельское хозяйство — 6,3 %
- промышленность — 7,6 %
- строительство — 15,9 %
- торговля, транспорт и сфера услуг — 51,2 %
- государственные и муниципальные службы — 19,1 %

Уровень безработицы (2018) — 11,6 % (Франция в целом —  13,4 %, департамент Морбиан — 12,1 %). 

Среднегодовой доход на 1 человека, евро (2018) — 22 610 (Франция в целом — 21 730, департамент Морбиан — 21 830).

## Демография
Динамика численности населения, чел.

## Администрация
Пост мэра Эрдевена с 2014 года занимает Доминик Ригидель (Dominique Riguidel). На муниципальных выборах 2020 года возглавляемый им правый блок победил в 1-м туре, получив 57,23 % голосов.
| Период | Период | Фамилия                  | Партия                                                       | Примечания                      |
| ------ | ------ | ------------------------ | ------------------------------------------------------------ | ------------------------------- |
| 1975   | 1977   | Александр Керзеро        |                                                              | участник движения Сопротивления |
| 1977   | 1995   | Жозеф Ролландо           |                                                              | страховой агент                 |
| 1995   | 2008   | Леон Наба                | Объединение в поддержку республики Союз за народное движение | военный в отставке              |
| 2008   | 2014   | Мари-Франсуаза Ле Жоссек | Союз за народное движение                                    |                                 |
| 2014   |        | Доминик Ригедель         | Разные правые                                                | менеджер банка                  |

## Галерея

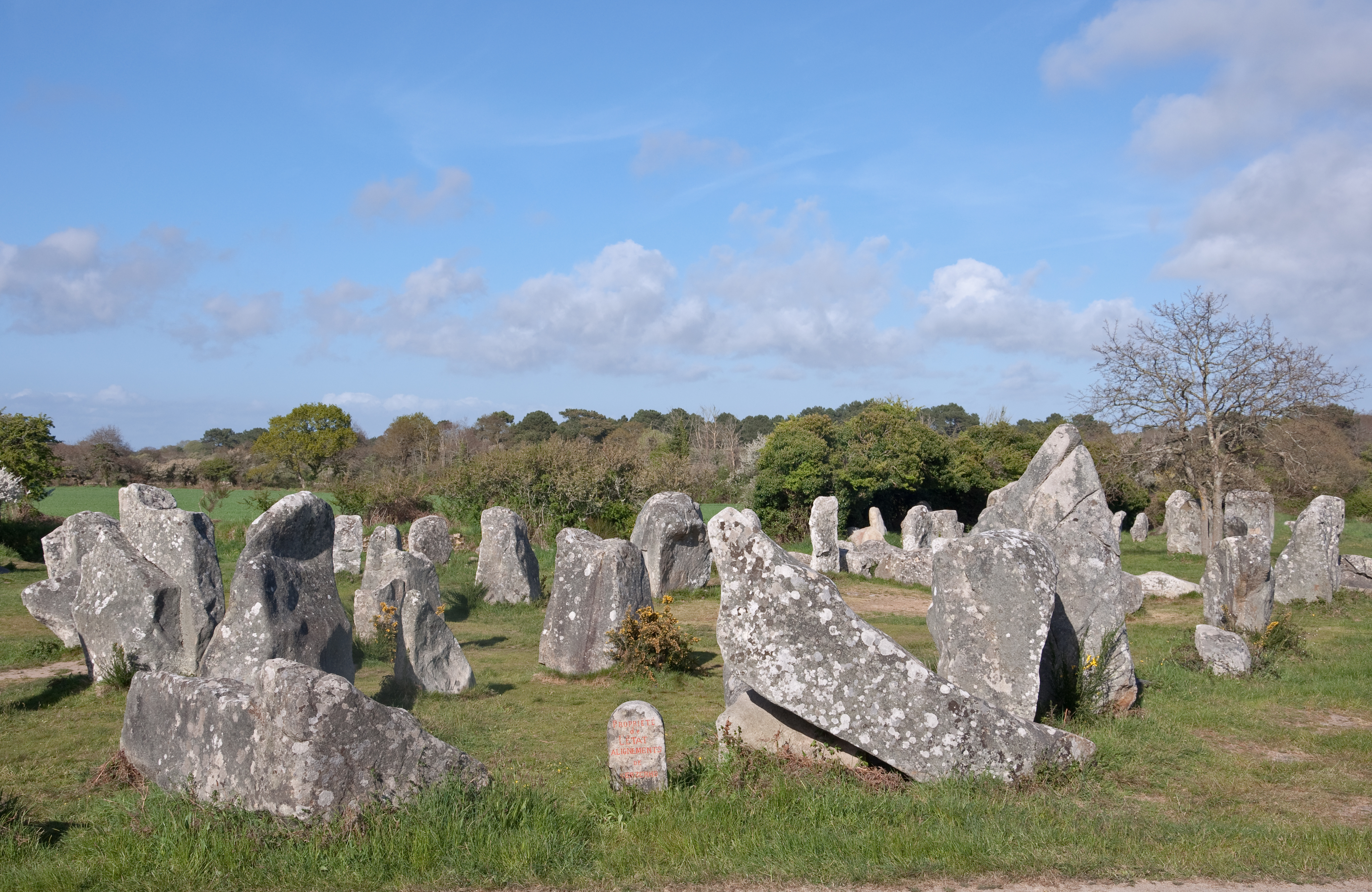
Кромлех Керзерхо
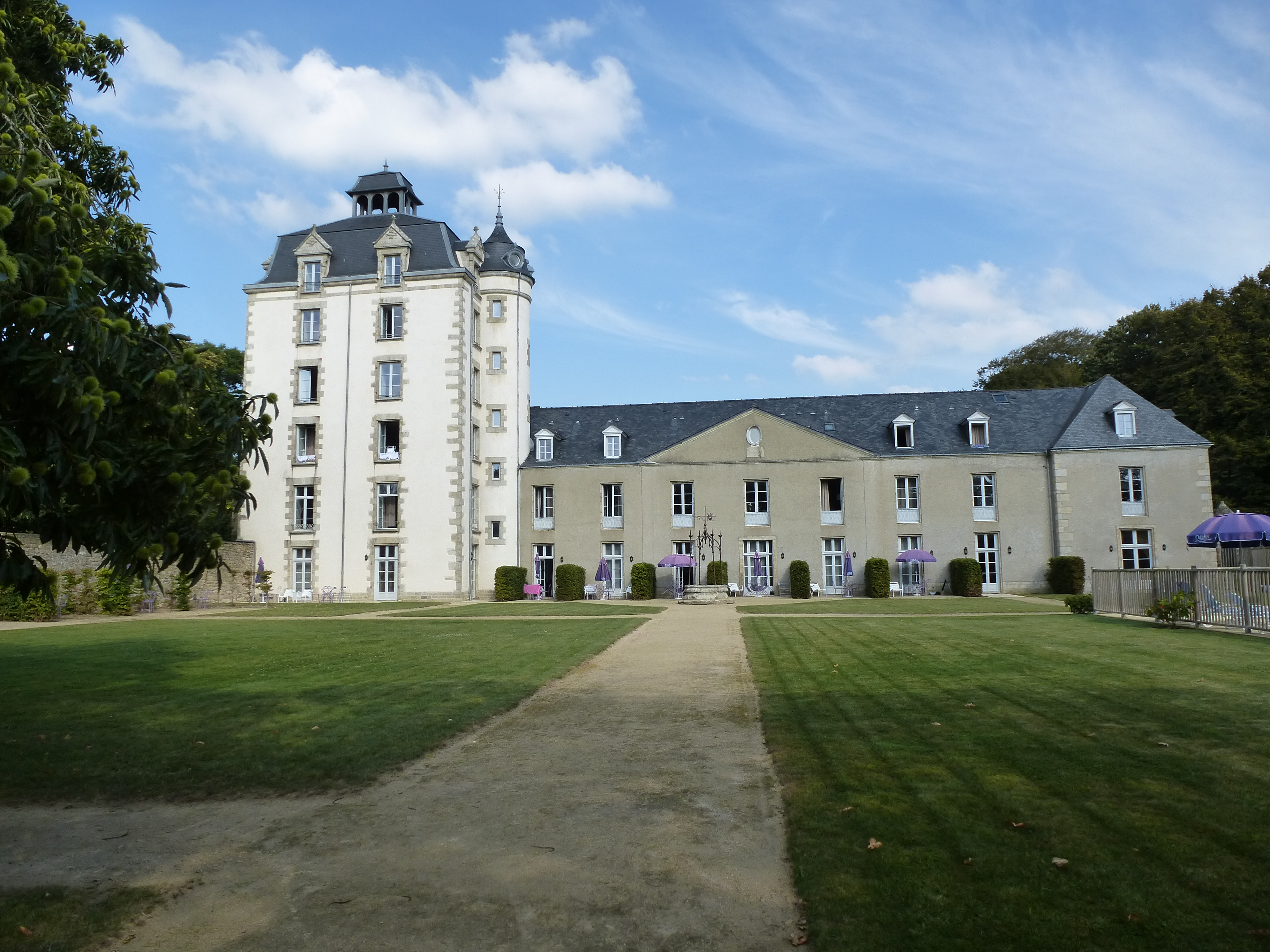
Шато Керавеон
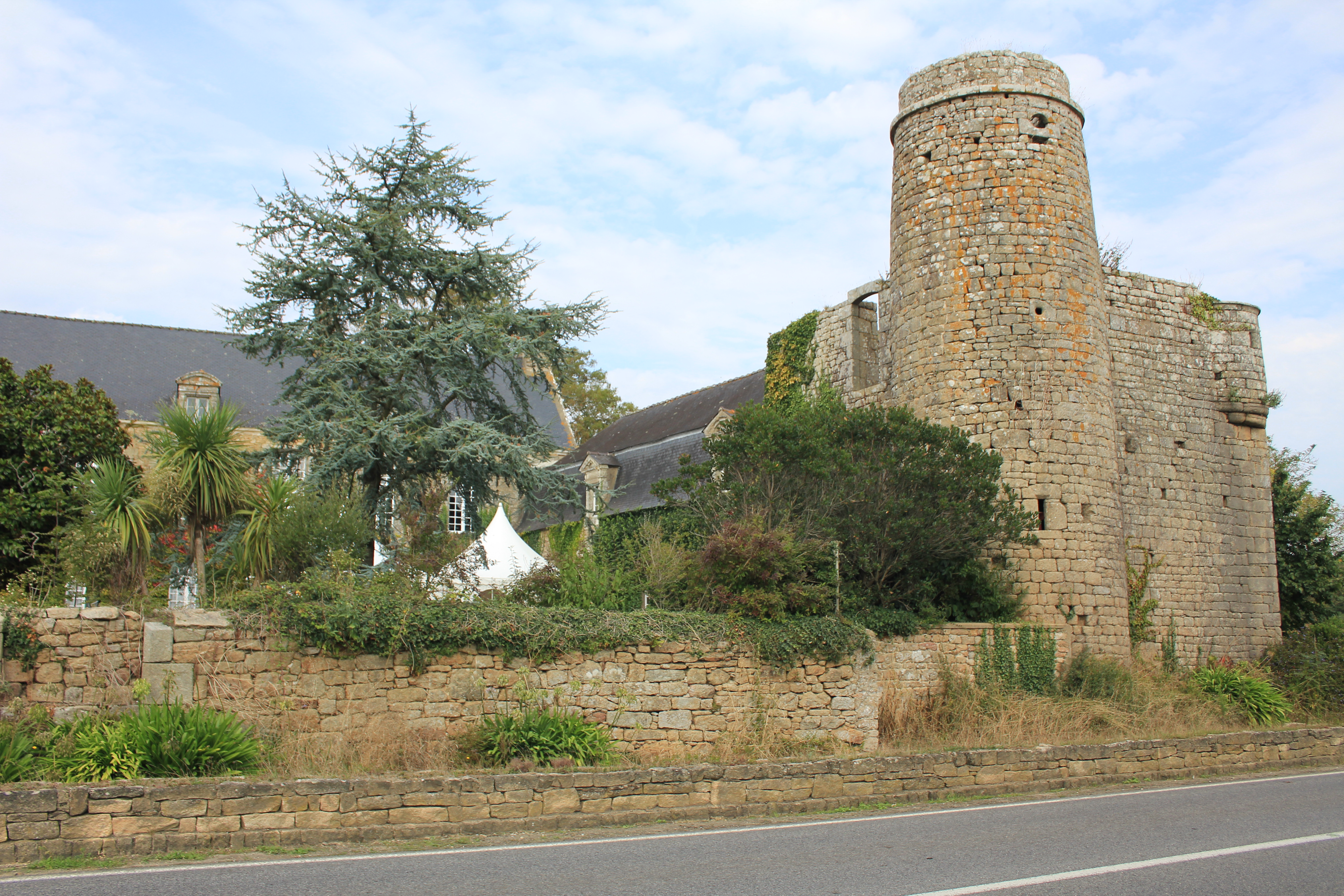
Шато Керкадьо
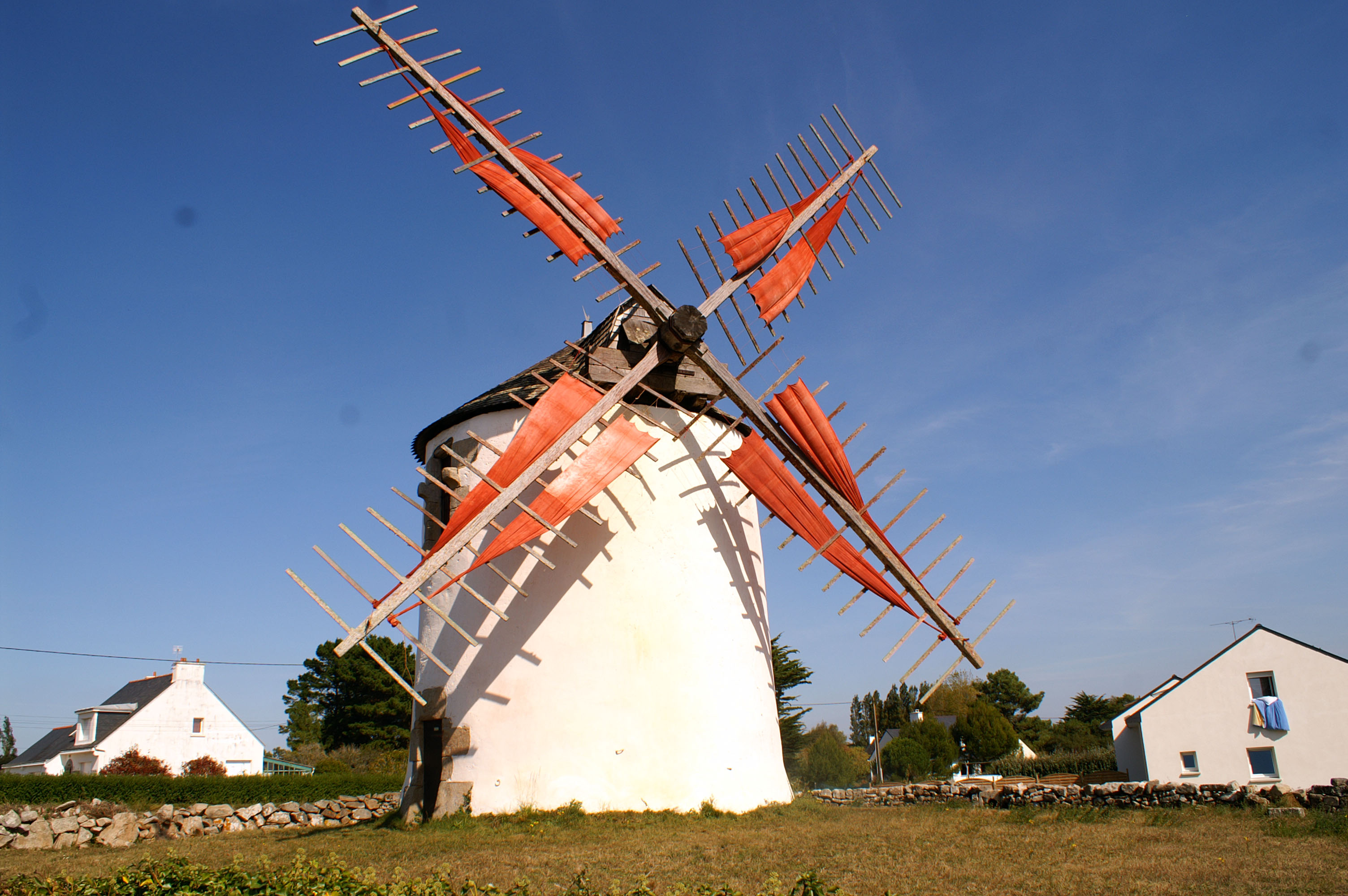
Ветряная мельница Нарбон